# Koby
Pour l’article ayant un titre homophone, voir Kobi.
Koby, également orthographié Kobi, est une commune rurale située dans le département de Faramana de la province du Houet dans la région du Hauts-Bassins au Burkina Faso.